# 飛田甲
飛田甲(とびた こう)は、日本のライトノベル作家・小説家。
愛知県在住。

## 来歴
2000年、処女作の「パラレル・パラダイム・ パラダイス」で、第2回エンターブレインえんため大賞小説部門「佳作」を受賞。
2001年「ハイブリッド・ユニバース」にて、作家デビュー。
第3作目の『幽霊には微笑を、生者には花束を』が、「このライトノベルがすごい! 2005年」において、50位にランクインするなど、一定の評価を得る。

## 作品

### ファミ通文庫
- ハイブリッドユニバース (2001/11)
- スターダストイレギュラーズ (2002/2)
- 幽霊には微笑を、生者には花束を (2004/1)
- 夏祭りに妖狐は踊れ (2005/4/20)